# Bầu cử tổng thống Hoa Kỳ 1972
Cuộc bầu cử tổng thống Hoa Kỳ năm 1972 diễn ra vào thứ ba, ngày 7 tháng 11 năm 1972, là cuộc bầu cử Tổng thống thứ 47 liên tục bốn năm một lần trong lịch sử Hoa Kỳ. Đương kim tổng thống Richard Nixon thuộc đảng Cộng hòa đã đánh bại thượng nghị sĩ George McGovern từ Nam Dakota, ứng cử viên thuộc đảng Dân chủ. Cho đến cuộc bầu cử năm 1984, đây là tỷ lệ chiến thắng lớn nhất trong Cử tri đoàn đối với một đảng viên Cộng hòa trong cuộc bầu cử tổng thống Hoa Kỳ.
Nixon dễ dàng gạt bỏ những thách thức từ hai dân biểu Cộng hòa trong cuộc bầu cử sơ bộ năm 1972 của Đảng Cộng hòa để giành được vị trí tái đề cử. McGovern, người đã đóng một vai trò quan trọng trong việc thay đổi hệ thống đề cử của đảng Dân chủ sau cuộc bầu cử năm 1968, đã vận động phong trào phản chiến và những người ủng hộ tự do khác giành được đề cử của đảng mình. Trong số các ứng cử viên mà ông đánh bại có người về nhì sớm nhất là Edmund Muskie, người được đề cử năm 1968 Hubert Humphrey và nữ dân biểu Shirley Chisholm, người Mỹ gốc Phi đầu tiên tranh cử tổng thống của một đảng lớn.
Nixon nhấn mạnh đến nền kinh tế mạnh mẽ và thành công của ông trong các hoạt động đối ngoại, trong khi McGovern chạy trên nền tảng kêu gọi chấm dứt ngay lập tức Chiến tranh Việt Nam, và thể chế đảm bảo thu nhập tối thiểu. Nixon duy trì một vị trí dẫn đầu lớn và nhất quán trong các cuộc thăm dò. Một cách riêng biệt, ủy ban tái tranh cử của Nixon đã đột nhập vào khu phức hợp Watergate để nghe lén trụ sở của Ủy ban Quốc gia đảng Dân chủ, một vụ bê bối mà sau này được gọi là " Watergate ". Chiến dịch của McGovern càng bị tổn hại do tiết lộ rằng người bạn đồng hành của ông, Thomas Eagleton, đã trải qua liệu pháp điện giật để điều trị chứng trầm cảm. Eagleton đã được thay thế trên lá phiếu bằng Sargent Shriver.
Nixon đã thắng cử trong một cuộc bầu cử long trời lở đất, chiếm 60,7% số phiếu phổ thông và gánh vác 49 bang trong khi là đảng viên Cộng hòa đầu tiên quét sạch miền Nam. McGovern chỉ chiếm 37,5% số phiếu phổ thông, trong khi John G. Schmitz của Đảng Độc lập Hoa Kỳ giành được 1,4% số phiếu. Nixon nhận được nhiều hơn McGovern gần 18 triệu phiếu, và ông giữ kỷ lục về tỷ lệ phiếu bầu phổ thông rộng nhất trong bất kỳ cuộc bầu cử tổng thống Hoa Kỳ sau Thế chiến II. Cuộc bầu cử tổng thống năm 1972 là cuộc bầu cử đầu tiên kể từ khi phê chuẩn Tu chính án thứ 26, hạ độ tuổi bỏ phiếu từ 21 xuống 18. Trong vòng hai năm sau cuộc bầu cử, cả Nixon và Phó Tổng thống Spiro Agnew đều từ chức: lần trước vào tháng 8 năm 1974, do vụ Watergate, lần sau vào tháng 10 năm 1973, do một cáo buộc tham nhũng riêng. Gerald Ford kế nhiệm Agnew làm phó tổng thống, rồi năm sau kế nhiệm Nixon làm tổng thống, khiến ông trở thành tổng thống Mỹ duy nhất trong lịch sử không được bầu vào văn phòng theo phiếu bầu tổng thống. Tính đến  năm 2024, đây là lần cuối cùng Minnesota bỏ phiếu cho ứng cử viên Đảng Cộng hòa trong một cuộc bầu cử tổng thống, và chỉ một lần kể từ đó Rhode Island và Hawaii làm như vậy, khi họ bỏ phiếu cho Ronald Reagan trong cuộc bầu cử năm 1984.